# Muscari armeniacum
Muscari armeniacum H.J.Veitch è una pianta della famiglia delle Asparagacee.

## Descrizione
È una pianta bulbosa con foglie strettissime e verdi. I fiori sono piccoli e possono essere di colore bianco o blu o raramente rosa. Il frutto è una capsula dalla quale fuoriescono i semi di colore nero.

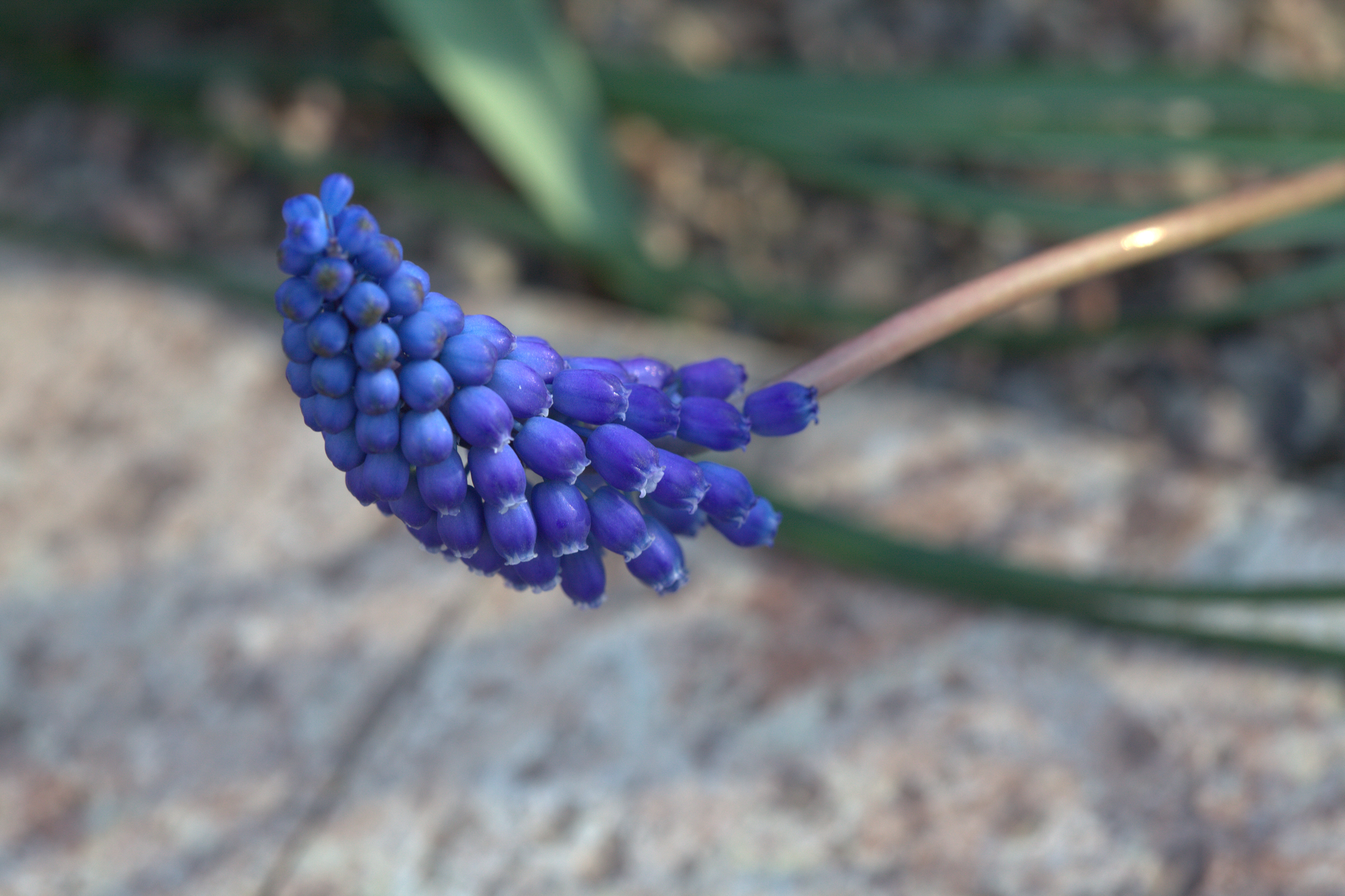
I fiori
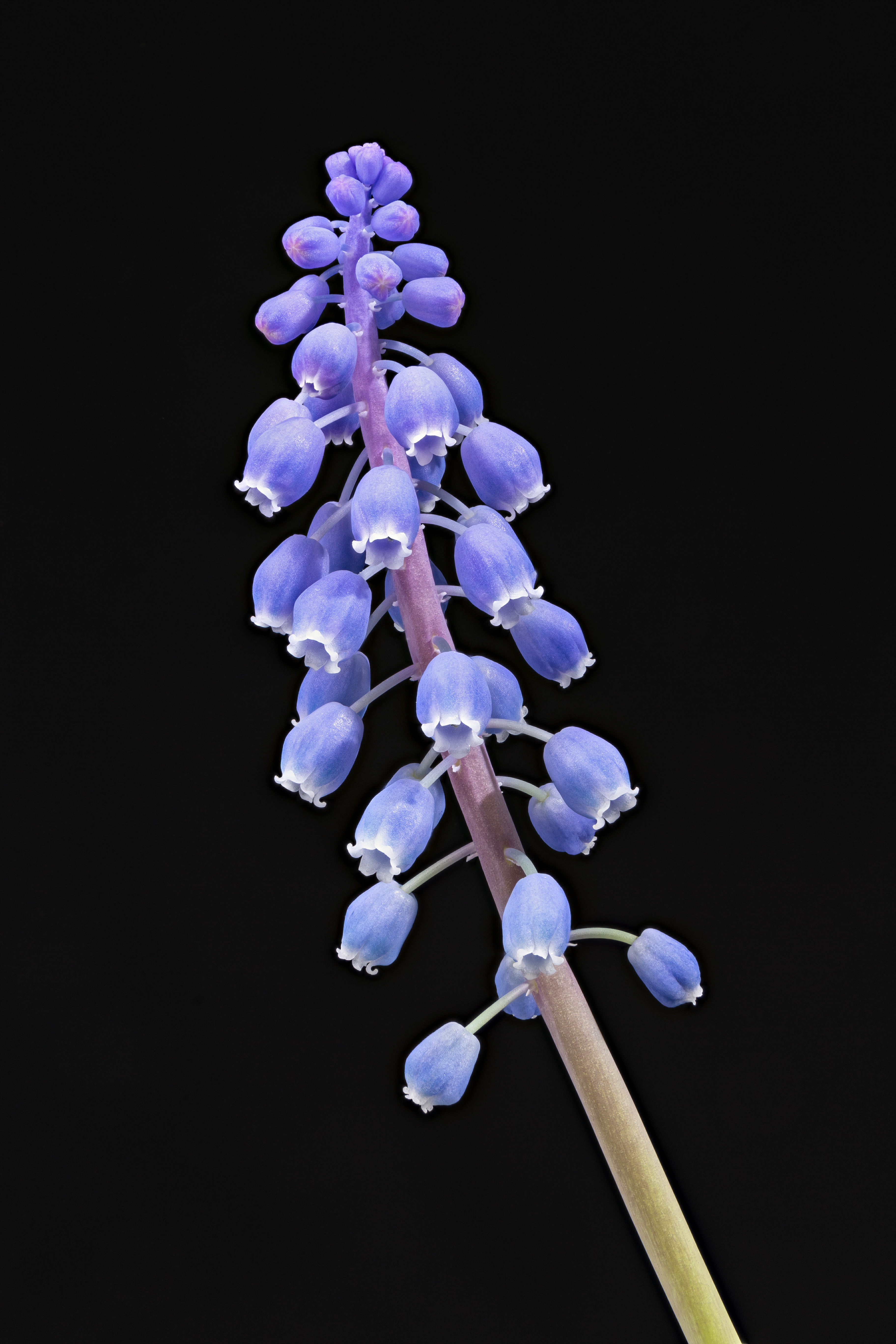
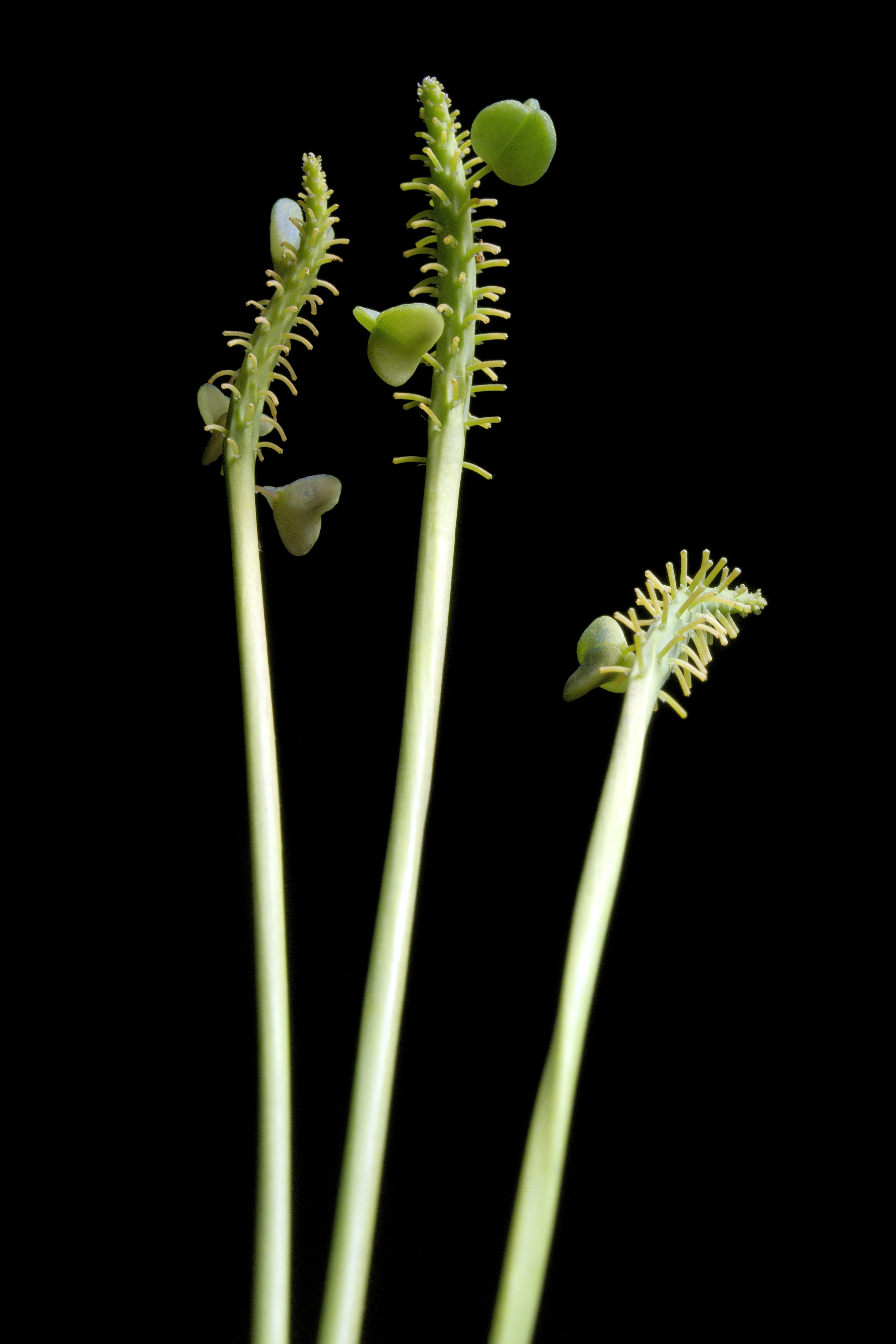
Il frutto